# Niederstocken

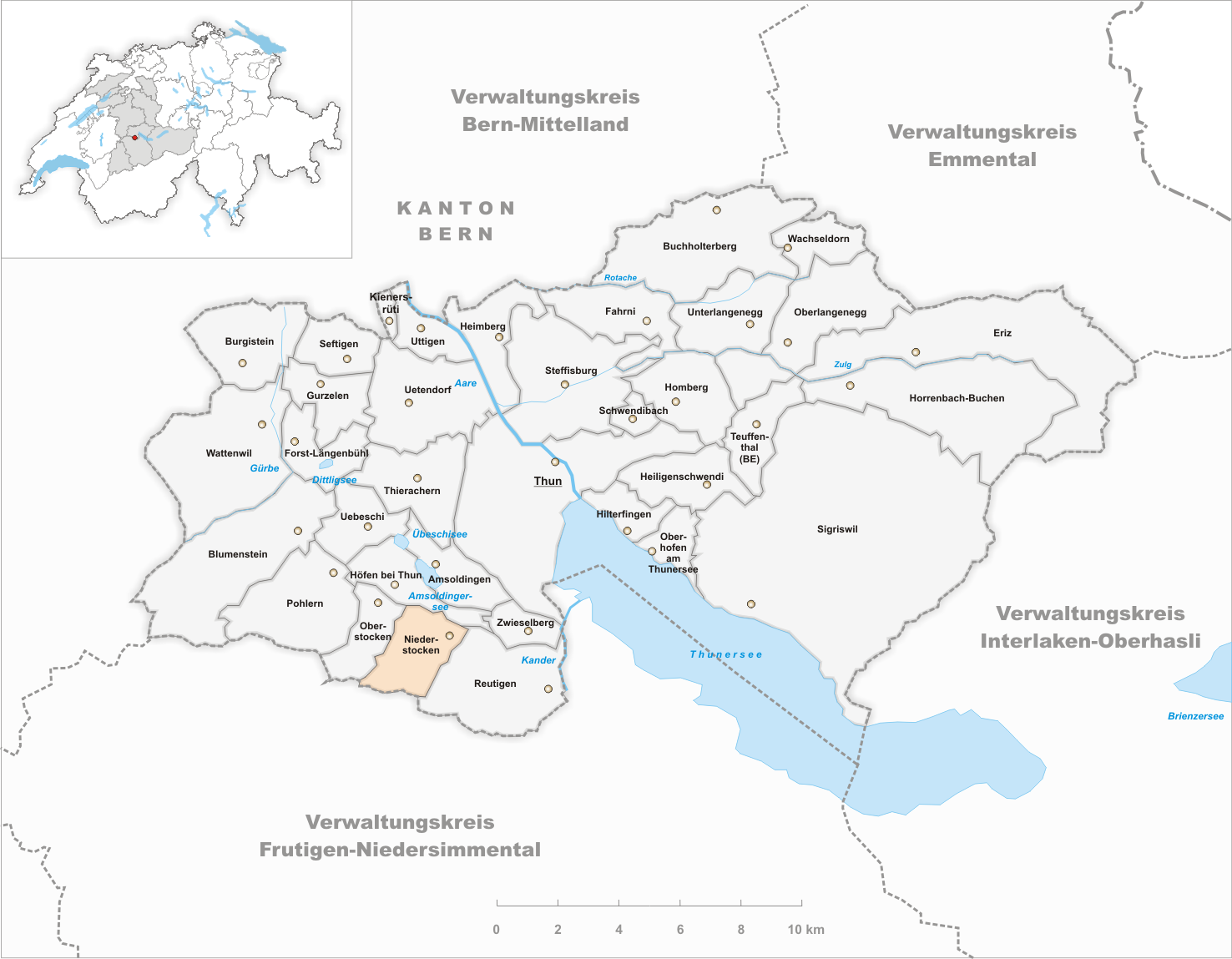
Gemeindestand vor der Fusion am 1. Januar 2014

Niederstocken ist eine Ortschaft in der Einwohnergemeinde Stocken-Höfen im Schweizer Kanton Bern. Bis zum 31. Dezember 2013 war Niederstocken eine eigene Einwohnergemeinde. Am 1. Januar 2014 fusionierte diese mit den Gemeinden Höfen bei Thun und Oberstocken zur neuen Gemeinde Stocken-Höfen.
Unter dem Namen Niederstocken existiert noch die Burgergemeinde.

## Name
Der Name Niederstocken geht zurück auf das althochdeutsche Gattungswort stoc (Baumstamm, Baumstrunk). In Orts- und Flurnamen werden so Rodungen bezeichnet. Das Bestimmungswort Nieder dient zur Unterscheidung des gleichnamigen Oberstocken. Die erste historische Erwähnung stammt von 1309, als «von der burg ze Stocken» die Rede ist.

## Geographie
Niederstocken liegt im Berner Oberland in den Alpen im Stockental. Die Nachbargemeinden bzw. ‑orte von Norden beginnend im Uhrzeigersinn sind Höfen, Reutigen, Erlenbach im Simmental und Oberstocken. Das Dorf befindet sich am Fusse eines bewaldeten Nordhanges und wird vom Feusibach durchflossen, der sich unterhalb des Dorfs mit dem von der Stockenfluh her kommenden Fluhbach zum Glütschbach vereinigt.
Im Winter liegt das Dorf wegen seiner Lage im Talboden zu grossen Teilen während sechs Wochen vollständig im Schatten.

## Politik
Die Stimmenanteile der Parteien anlässlich der Nationalratswahlen 2011 betrugen: SVP 44,0 %, BDP 19,6 %, SP 10,7 %, GPS 6,3 %, EVP 4,2 %, EDU 4,1 %, glp 4,1 %, CVP 1,4 %, FDP 1,3 %, SD % 1,2 %, Alpenparlament 1,1 %.